# Christian Dotremont
Christian Dotremont (født 12. december 1922 i Tervuren, Belgien, død 20. august 1979 i Buizingen, Belgien) var en belgisk kunstmaler og digter, som var berømt for sine logogrammer. Han var medlem og medstifter af COBRA, hvor han også fungerede som organisator og koordinator. Han lagde et stort engagement i gruppen, og Asger Jorn har senere udtalt: "Uden Dotremont, ingen COBRA". Forinden tilknytningen til COBRA var Dotremont også involveret i surrealismen. 
Fra 1960’erne begyndte Dotremont også at lave egentlige malerier. Typisk for hans arbejde er brugen af hans egen håndskrift og selvopfundne tegn med sort blæk, kaldet logogrammer. Dette var en form for visuel poesi.
Dotremont var, sammen med Asger Jorn, stifter af COBRA-gruppen. Igennem Jorn kom Dotremont til Danmark, hvor han tilbragte meget tid. Blandt andet var han indlagt i Silkeborg med tuberkulose efter COBRA-gruppens opløsning i 1951. I Danmark lærte han Jorns gallerist, Børge Birch at kende, og fra da af var han tilknyttet Galerie Birch i København. 
Da Børge Birch fyldte 75 foræredes han 14 logogrammer, som Dotremont havde lavet specielt til ham. Logogrammerne er gode eksempler på, hvordan Dotremont forener skrift og billede, eftertænksomhed og humor: I bunden af hvert logogram står små tekster som ”To Birch or not to be” og ”Når han var meget ung, sagde man, at han var galerie i hovedet”. 